# Готфрид VII (Епщайн)
Готфрид VII фон Епщайн (на немски: Godfried VII von Eppenstein; * ок. 1375; † 28 февруари 1437) e граф на Епенщайн-Мюнценберг.

## Произход
Той е големият син на Еберхард I († 1391), господар на Епенщайн, и третата му съпруга Луитгард (Лукарда) фон Фалкенщайн († 1391), наследничка на господствата Кьонигщайн и Мюнценберг, дъщеря на Филип VI фон Фалкенщайн († 1373) и Агнес фон Фалкенщайн-Мюнценберг († 1380). Брат е на Еберхард II (* ок. 1380, † 3 юли 1443), граф на Епенщайн и господар на Кьонигщайн, и на Вернер (* ок. 1437), господар на Цигенберг, и по-малък полубрат на Йохан († сл. 1418), духовник в Трир.
Готфрид VII умира на 28 февруари 1437 г. и е погребан в църквата в Епщайн.

## Фамилия
Готфрид VII се жени през 1401 г. за графиня Юта фон Насау-Диленбург († 2 август 1424), дъщеря-наследничка на граф Адолф фон Насау-Диленбург († 12 юни 1420 и съпругата му Юта фон Диц († 1397). Юта наследява половината графство Насау-Диленбург. Те резидират в замъка Епщайн. Те имат децата:
- Адолф фон Епщайн (* ок. 1400; † 1433/1434), епископ на Шпайер (1430 – 1433/1434)
- Готфрид VIII (* ок. 1440; † 1465/1466), граф на Епенщайн и господар на Мюнценберг, женен I. 1439 г. за Маргарета фон Ханау (1411 – 1441); II. 6 юни 1451 г. Агнес фон Рункел († 1481)
- Еберхард (* ок. 1427; † 1463), домхер в Кьолн, каноник в на Св. Гереон в Кьолн (1427 – 1463)
- Йохан (* ок. 1417; † 29 май 1474), приор на Св. Бартоломей във Франкфурт (1433 – 1474), домхер в Майнц (1436 – 1474)
- Лукарда († 14 август 1452/1455), омъжена пр. 1441 г. за Фридрих I рейнграф фон Щайн вилдграф фон Даун (* ок. 1383; † 21 март 1447)
- Юта († 21 май 1451), омъжена 1428 г. за Герлах II, господар на Изенбург-Гренцау († 1484/1488)
- Вернер († 20 юли 1462)